# Defay, Matthys et Timberman
Defay, Matthys et Timberman war ein belgischer Hersteller von Automobilen.

## Unternehmensgeschichte
Eugène Matthys, der bereits seit den 1920er Jahren leichte Karosserien für Automobile herstellte, gründete 1937 in Ixelles/Elsene zusammen mit A. Defay und Jean Timberman das Unternehmen und begann mit der Entwicklung und Produktion von Automobilen. Der Markenname lautete Demati. 1939 endete die Produktion, bedingt durch den Tod von Eugène Matthys und des bevorstehenden Zweiten Weltkriegs.

## Fahrzeuge
Die Fahrzeuge hatten einen speziellen Rohrrahmen, der mit der Karosserie verbunden war. Der erste Prototyp hatte einen V2-Motor von J.A.P. mit 600 cm³ oder 980 cm³ Hubraum, Frontantrieb und Hinterradlenkung. Spätere Modelle hatten einen Vierzylindermotor von Ruby mit 950 cm³ oder 1100 cm³ Hubraum und normale Vorderradlenkung. Die Karosserie war zweitürig.